# Pléroma
El pléroma ([πλήρωμα], vocablo griego del verbo pleróo, que significa "llenar") es un elemento común a muchas doctrinas gnósticas, se define como la unidad primordial y realidad última (o originada de ella) de la que surgen el resto de elementos que existen o, dicho de otra forma, la plenitud. Es, pues, un término relevante en la filosofía y la religión.

## Concepto
Según el gnosticismo en un momento determinado el principio o Ser Supratrascendente o Divinidad Suprema (El Uno) se manifiesta y proyecta hacia el exterior. Las emanaciones o proyecciones son una serie de entidades divinas, que son como la faz inteligible o perceptible de ese Ser Supratrascendente. Esas emanaciones intradivinas, a las que da origen el Ser Supratrascendente, constituyen el Pléroma o Plenitud de la Divinidad.
Según los setianos, la concepción del Pléroma no supone que las entidades emanadas de la Divinidad tengan una auténtica realidad en sí mismas, es decir, no son hipóstasis o entidades divinas subsistentes, sino que son disposiciones de la Divinidad al proyectarse hacia el exterior.
No debe confundirse con el arjé griego ya que no es una sustancia inicial sino una unidad inicial de la que emanan las demás existencias en pares como Dios/Diablo, (Abraxas es su máxima expresión), siempre opuestos en esencia volviendo al pléroma en su unión, sin que el pléroma se vea degradado en naturaleza o cantidad. Otro ejemplo equivalente más claro de sustancia indiferenciada es el Wuji o Tao, anterior al Taiji, donde surge la polaridad del Yin y el Yang en el Taoísmo.
Carl Jung usó esta palabra en su obra mística Siete sermones a los muertos, publicada por primera vez de forma anónima en 1916, y la única parte del Libro rojo que se publicó antes de su muerte. Según Jung, el pléroma es la totalidad de todos los opuestos.